# Eleonore Lundkvist
Lilian Eleonore Lundkvist, född 19 juni 1988 i Nordingrå församling i Västernorrlands län, är en svensk politiker (moderat). Hon var ledamot av Sveriges riksdag som ersättare för Caroline Högström från 25 mars 2024 till 12 augusti 2024 för Västmanlands läns valkrets.